# Campeonato Juvenil de la AFC 1978
El Campeonato Juvenil de la AFC 1978 se realizó del 5 al 28 de octubre en Daca, Bangladés y contó con la participación de 18 selecciones juveniles de Asia.
En la final, Corea del Sur e Irak empataron por el campeonato, pero Irak se negó a participar en la Copa Mundial de Fútbol Sub-20 de 1979. Indonesia también ocupó su lugar después de que Kuwait y Corea del Norte se negaran a participar.

## Participantes
| - Afganistán - Arabia Saudita - Baréin - Bangladés - China - India | - Indonesia - Irán - Irak - Japón - Jordania - Corea del Norte | - Corea del Sur - Kuwait - Malasia - Yemen del Norte - Singapur - Sri Lanka |

## Fase de grupos

### Grupo A
| País      | J | G | E | P | GF | GC | GD  | Pts |
| --------- | - | - | - | - | -- | -- | --- | --- |
| Irak      | 3 | 3 | 0 | 0 | 17 | 0  | +17 | 6   |
| Indonesia | 3 | 2 | 0 | 1 | 6  | 4  | +2  | 4   |
| Malasia   | 3 | 1 | 0 | 2 | 3  | 9  | -6  | 2   |
| Jordania  | 3 | 0 | 0 | 3 | 0  | 13 | -13 | 0   |

| Equipo 1  | Resultado | Equipo 2  |
| --------- | --------- | --------- |
| Indonesia | 0-4       | Irak      |
| Jordania  | 0-3       | Malasia   |
| Irak      | 6-0       | Jordania  |
| Malasia   | 0-2       | Indonesia |
| Indonesia | 4-0       | Jordania  |
| Malasia   | 0-7       | Irak      |

### Group B
| País            | J | G | E | P | GF | GC | GD  | Pts |
| --------------- | - | - | - | - | -- | -- | --- | --- |
| Corea del Norte | 4 | 3 | 1 | 0 | 10 | 1  | +9  | 7   |
| Arabia Saudita  | 4 | 2 | 2 | 0 | 11 | 3  | +8  | 6   |
| Japón           | 4 | 1 | 2 | 1 | 8  | 6  | -5  | 4   |
| India           | 4 | 1 | 1 | 2 | 7  | 8  | -1  | 3   |
| Sri Lanka       | 4 | 0 | 0 | 4 | 1  | 19 | -18 | 0   |

| Equipo 1        | Resultado | Equipo 2        |
| --------------- | --------- | --------------- |
| Sri Lanka       | 1-5       | Japón           |
| India           | 0-2       | Corea del Norte |
| Arabia Saudita  | 5-0       | Sri Lanka       |
| Japón           | 2-2       | India           |
| Sri Lanka       | 0-5       | Corea del Norte |
| Corea del Norte | 1-1       | Arabia Saudita  |
| India           | 4-0       | Sri Lanka       |
| Arabia Saudita  | 4-1       | India           |
| Corea del Norte | 2-0       | Japón           |
| Japón           | 1-1       | Arabia Saudita  |

### Grupo C
| País            | J | G | E | P | GF | GC | GD  | Pts |
| --------------- | - | - | - | - | -- | -- | --- | --- |
| Kuwait          | 4 | 3 | 1 | 0 | 10 | 3  | +7  | 7   |
| Baréin          | 4 | 2 | 1 | 1 | 6  | 3  | +5  | 5   |
| Bangladés       | 4 | 1 | 2 | 1 | 5  | 6  | -1  | 4   |
| Yemen del Norte | 4 | 1 | 1 | 2 | 6  | 3  | +3  | 3   |
| Singapur        | 4 | 0 | 1 | 3 | 3  | 15 | -12 | 1   |

| Equipo 1        | Resultado | Equipo 2        |
| --------------- | --------- | --------------- |
| Singapur        | 2-2       | Bangladés       |
| Kuwait          | 1-1       | Yemen del Norte |
| Baréin          | 3-0       | Singapur        |
| Yemen del Norte | 0-1       | Bangladés       |
| Kuwait          | 5-1       | Singapur        |
| Baréin          | 1-0       | Yemen del Norte |
| Bangladés       | 0-2       | Kuwait          |
| Singapur        | 0-5       | Yemen del Norte |
| Kuwait          | 2-1       | Baréin          |
| Bangladés       | 1-1       | Baréin          |

#### Grupo D
| País          | J | G | E | P | GF | GC | GD  | Pts |
| ------------- | - | - | - | - | -- | -- | --- | --- |
| Corea del Sur | 3 | 2 | 1 | 0 | 10 | 2  | +8  | 5   |
| Irán          | 3 | 2 | 1 | 0 | 6  | 2  | +4  | 5   |
| China         | 3 | 1 | 0 | 2 | 3  | 4  | -1  | 2   |
| Afganistán    | 3 | 0 | 0 | 3 | 0  | 11 | -11 | 0   |

| Equipo 1      | Resultado | Equipo 2      |
| ------------- | --------- | ------------- |
| Afganistán    | 0-3       | Irán          |
| Corea del Sur | 2-1       | China         |
| Irán          | 1-1       | Corea del Sur |
| China         | 1-0       | Afganistán    |
| Irán          | 2-1       | China         |
| Afganistán    | 0-7       | Corea del Sur |

## Fase Final

### Cuartos de final
| Equipo 1        | Resultado | Equipo 2       |
| --------------- | --------- | -------------- |
| Kuwait          | 1-01      | Irán           |
| Irak            | 2-1       | Arabia Saudita |
| Corea del Norte | 2-0       | Indonesia      |
| Baréin          | 0-1       | Corea del Sur  |

1- Originalmente el partido lo ganó Irán 1-0, pero fueron descalificados por alinear a un jugador que no era elegible para el torneo.

### Semifinales
| Equipo 1      | Resultado   | Equipo 2        |
| ------------- | ----------- | --------------- |
| Irak          | 0-0 (6-5 p) | Kuwait          |
| Corea del Sur | 0-0 (6-5 p) | Corea del Norte |

### Tercer Lugar
| Equipo 1 | Resultado | Equipo 2        |
| -------- | --------- | --------------- |
| Kuwait   | 1-1       | Corea del Norte |

### Final
| Equipo 1      | Resultado | Equipo 2 |
| ------------- | --------- | -------- |
| Corea del Sur | 1-1       | Irak     |

## Campeón
| Campeonato Juvenil de la AFC 1978 | Campeonato Juvenil de la AFC 1978 |
| --------------------------------- | --------------------------------- |
| Bandera de Irak                   | Bandera de Corea del Sur          |
| Irak 3º Título                    | Corea del Sur 4º Título           |

## Clasificados al Mundial Sub-20
| - Corea del Sur | - Indonesia |